# Großer Preis von Belgien
Koordinaten: 50° 26′ 13,6″ N, 5° 58′ 6,9″ O
Der Große Preis von Belgien wurde erstmals 1925 ausgetragen und zählt seit 1950 zur Formel-1-Weltmeisterschaft.

## Geschichte
Der erste Große Preis von Belgien in der Formel-1-Weltmeisterschaft fand 1950 auf der Rennstrecke Spa-Francorchamps in der Stadt Stavelot (Stadtteil Francorchamps) in den Ardennen in der Nähe von Spa und Malmedy nahe der deutschen Grenze statt. Bis 1970 wurde der Grand Prix hier 18-mal veranstaltet. Die Hochgeschwindigkeitsstrecke mit langen Geraden wurde 1969 boykottiert, da sie zu schnell und zu unsicher erschien. 1970 fand nach Umbauten der vorerst letzte Grand Prix auf dieser Variante statt. Ende der 1970er-Jahre wurde eine auf zirka 7 km verkürzte Version gebaut, auf der seit 1983 wieder Formel-1-Rennen ausgeführt werden. Aufgrund von erforderlichen Baumaßnahmen auf der Strecke wurde in der Saison 2006 kein Großer Preis von Belgien durchgeführt.

## Strecken
1972 bis 1974 wurde der Große Preis von Belgien abwechselnd auf dem Rennkurs Nivelles-Baulers in Nivelles bei Brüssel und dem Circuit Zolder bei der Gemeinde Heusden-Zolder in der Provinz Limburg statt. Von 1975 bis 1982 und bisher letztmals 1984 wurde der Grand Prix regelmäßig auf der Rennstrecke Zolder veranstaltet.

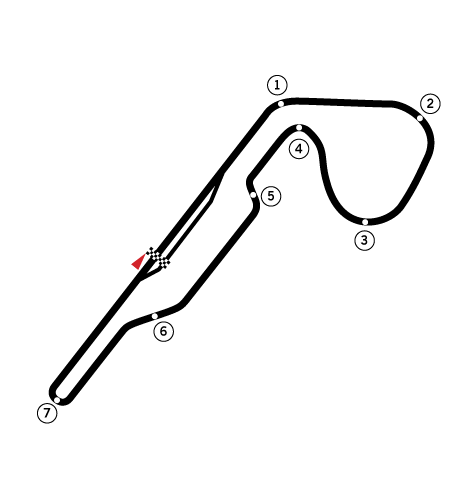
Nivelles-Baulers
Zolder bis 1974
Zolder ab 1975

## Weitere Veranstaltungen
1981 und 1982 fanden zusätzlich zu den Formel-1-Läufen unter der Bezeichnung Grand Prix de Formule 2 Belgique zwei Formel-2-Rennen in Belgien statt. Sie waren Teil der Formel-2-Europameisterschaft.
1960 und 1961 gab es als Ergänzung zu den Formel-1-Weltmeisterschaftsläufen in Belgien auch zwei Formel-1-Rennen ohne Weltmeisterschaftsstatus, die unter der Bezeichnung Grand Prix de Bruxelles in der belgischen Hauptstadt durchgeführt wurden.

## Ergebnisse
| Auflage | Jahr          | Strecke                       | Sieger                                  | Zweiter                                                 | Dritter                                                       | Pole-Position                                               | Schnellste Runde                                                              |
| ------- | ------------- | ----------------------------- | --------------------------------------- | ------------------------------------------------------- | ------------------------------------------------------------- | ----------------------------------------------------------- | ----------------------------------------------------------------------------- |
| 0(0)    | 1912          | Anseremme-Dinant              | René Croquet (Th. Schneider)            | unbekannt                                               | unbekannt                                                     | unbekannt                                                   | unbekannt                                                                     |
| 0(0)    | 1913          | Anseremme-Dinant              | Léon Derny (Springuel-Impéria)          | unbekannt                                               | unbekannt                                                     | unbekannt                                                   | unbekannt                                                                     |
|         | 1914 bis 1921 | kein Großer Preis von Belgien | kein Großer Preis von Belgien           | kein Großer Preis von Belgien                           | kein Großer Preis von Belgien                                 | kein Großer Preis von Belgien                               | kein Großer Preis von Belgien                                                 |
|         |               |                               |                                         |                                                         |                                                               |                                                             |                                                                               |
| (0)     | 1922          | Spa-Francorchamps             | Raymond de Tornaco (Alfa Romeo)         | unbekannt                                               | unbekannt                                                     | unbekannt                                                   | unbekannt                                                                     |
|         | 1923 bis 1924 | kein Großer Preis von Belgien | kein Großer Preis von Belgien           | kein Großer Preis von Belgien                           | kein Großer Preis von Belgien                                 | kein Großer Preis von Belgien                               | kein Großer Preis von Belgien                                                 |
| 01      | 1925          | Spa-Francorchamps             | Antonio Ascari (Alfa Romeo)             | Giuseppe Campari (Alfa Romeo)                           | —                                                             | René Thomas (Delage) (gesetzt)                              | Antonio Ascari (Alfa Romeo)                                                   |
|         | 1926 bis 1929 | kein Großer Preis von Belgien | kein Großer Preis von Belgien           | kein Großer Preis von Belgien                           | kein Großer Preis von Belgien                                 | kein Großer Preis von Belgien                               | kein Großer Preis von Belgien                                                 |
| 02      | 1930          | Spa-Francorchamps             | Louis Chiron (Bugatti)                  | Guy Bouriat (Bugatti)                                   | Albert Divo (Bugatti)                                         | Louis Chiron (Bugatti) (gelost)                             | Guy Bouriat (Bugatti)                                                         |
| 03      | 1931          | Spa-Francorchamps             | Caberto Conelli / W. Williams (Bugatti) | Baconin Borzacchini / Tazio Nuvolari (Alfa Romeo)       | Ferdinando Minoia / Giovanni Minozzi (Alfa Romeo)             | Ferdinando Minoia / Giovanni Minozzi (Alfa Romeo) (gesetzt) | Louis Chiron (Bugatti)                                                        |
|         | 1932          | kein Großer Preis von Belgien | kein Großer Preis von Belgien           | kein Großer Preis von Belgien                           | kein Großer Preis von Belgien                                 | kein Großer Preis von Belgien                               | kein Großer Preis von Belgien                                                 |
| 04      | 1933          | Spa-Francorchamps             | Tazio Nuvolari (Maserati)               | Achille Varzi (Bugatti)                                 | René Dreyfus (Bugatti)                                        | Louis Chiron (Alfa Romeo) (gelost)                          | Tazio Nuvolari (Maserati)                                                     |
| 05      | 1934          | Spa-Francorchamps             | René Dreyfus (Bugatti)                  | Antonio Brivio (Bugatti)                                | Raymond Sommer (Maserati)                                     | Robert Benoist (Bugatti) (gelost)                           | Antonio Brivio (Bugatti)                                                      |
| 06      | 1935          | Spa-Francorchamps             | Rudolf Caracciola (Mercedes-Benz)       | Manfred von Brauchitsch / Luigi Fagioli (Mercedes-Benz) | Louis Chiron (Alfa Romeo)                                     | Marcel Lehoux (Maserati) (gelost)                           | Manfred von Brauchitsch (Mercedes-Benz)                                       |
|         | 1936          | kein Großer Preis von Belgien | kein Großer Preis von Belgien           | kein Großer Preis von Belgien                           | kein Großer Preis von Belgien                                 | kein Großer Preis von Belgien                               | kein Großer Preis von Belgien                                                 |
| 07      | 1937          | Spa-Francorchamps             | Rudolf Hasse (Auto Union)               | Hans Stuck (Auto Union)                                 | Hermann Lang (Mercedes-Benz)                                  | Raymond Sommer (Alfa Romeo) (gelost)                        | Hermann Lang (Mercedes-Benz)                                                  |
|         | 1938          | kein Großer Preis von Belgien | kein Großer Preis von Belgien           | kein Großer Preis von Belgien                           | kein Großer Preis von Belgien                                 | kein Großer Preis von Belgien                               | kein Großer Preis von Belgien                                                 |
| 08      | 1939          | Spa-Francorchamps             | Hermann Lang (Mercedes-Benz)            | Rudolf Hasse (Auto Union)                               | Manfred von Brauchitsch (Mercedes-Benz)                       | Hermann Paul Müller (Auto Union) (gelost)                   | Hermann Lang (Mercedes-Benz)                                                  |
|         | 1940 bis 1945 | kein Großer Preis von Belgien | kein Großer Preis von Belgien           | kein Großer Preis von Belgien                           | kein Großer Preis von Belgien                                 | kein Großer Preis von Belgien                               | kein Großer Preis von Belgien                                                 |
| 09      | 1946          | Bois de la Cambre             | Eugène Chaboud (Delahaye)               | Pierre Levegh (Talbot)                                  | Raymond Sommer (Talbot)                                       | Eugène Chaboud (Delahaye)                                   | nicht bekannt                                                                 |
| 10      | 1947          | Spa-Francorchamps             | Jean-Pierre Wimille (Alfa Romeo)        | Achille Varzi (Alfa Romeo)                              | Giovanni Battista Guidotti / Carlo Felice Trossi (Alfa Romeo) | Jean-Pierre Wimille (Alfa Romeo)                            | Jean-Pierre Wimille (Alfa Romeo)                                              |
|         | 1948          | kein Großer Preis von Belgien | kein Großer Preis von Belgien           | kein Großer Preis von Belgien                           | kein Großer Preis von Belgien                                 | kein Großer Preis von Belgien                               | kein Großer Preis von Belgien                                                 |
| 11      | 1949          | Spa-Francorchamps             | Louis Rosier (Talbot-Lago-Talbot)       | Luigi Villoresi (Ferrari)                               | Alberto Ascari (Ferrari)                                      | Luigi Villoresi (Ferrari)                                   | Giuseppe Farina (Maserati)                                                    |
| 12      | 1950          | Spa-Francorchamps             | Juan Manuel Fangio (Alfa Romeo)         | Luigi Fagioli (Alfa Romeo)                              | Louis Rosier (Talbot-Lago-Talbot)                             | Giuseppe Farina (Alfa Romeo)                                | Giuseppe Farina (Alfa Romeo)                                                  |
| 13      | 1951          | Spa-Francorchamps             | Giuseppe Farina (Alfa Romeo)            | Alberto Ascari (Ferrari)                                | Luigi Villoresi (Ferrari)                                     | Juan Manuel Fangio (Alfa Romeo)                             | Juan Manuel Fangio (Alfa Romeo)                                               |
| 14      | 1952          | Spa-Francorchamps             | Alberto Ascari (Ferrari)                | Giuseppe Farina (Ferrari)                               | Robert Manzon (Gordini)                                       | Alberto Ascari (Ferrari)                                    | Alberto Ascari (Ferrari)                                                      |
| 15      | 1953          | Spa-Francorchamps             | Alberto Ascari (Ferrari)                | Luigi Villoresi (Ferrari)                               | Onofre Marimón (Maserati)                                     | Juan Manuel Fangio (Maserati)                               | José Froilán González (Maserati)                                              |
| 16      | 1954          | Spa-Francorchamps             | Juan Manuel Fangio (Maserati)           | Maurice Trintignant (Ferrari)                           | Stirling Moss (Maserati)                                      | Juan Manuel Fangio (Maserati)                               | Juan Manuel Fangio (Maserati)                                                 |
| 17      | 1955          | Spa-Francorchamps             | Juan Manuel Fangio (Mercedes-Benz)      | Stirling Moss (Mercedes-Benz)                           | Giuseppe Farina (Ferrari)                                     | Eugenio Castellotti (Lancia)                                | Juan Manuel Fangio (Mercedes-Benz)                                            |
| 18      | 1956          | Spa-Francorchamps             | Peter Collins (Ferrari)                 | Paul Frère (Ferrari)                                    | Stirling Moss / Cesare Perdisa (Maserati)                     | Juan Manuel Fangio (Ferrari)                                | Stirling Moss (Maserati)                                                      |
|         | 1957          | kein Großer Preis von Belgien | kein Großer Preis von Belgien           | kein Großer Preis von Belgien                           | kein Großer Preis von Belgien                                 | kein Großer Preis von Belgien                               | kein Großer Preis von Belgien                                                 |
| 19      | 1958          | Spa-Francorchamps             | Tony Brooks (Vanwall)                   | Mike Hawthorn (Ferrari)                                 | Stuart Lewis-Evans (Vanwall)                                  | Mike Hawthorn (Ferrari)                                     | Mike Hawthorn (Ferrari)                                                       |
|         | 1959          | kein Großer Preis von Belgien | kein Großer Preis von Belgien           | kein Großer Preis von Belgien                           | kein Großer Preis von Belgien                                 | kein Großer Preis von Belgien                               | kein Großer Preis von Belgien                                                 |
| 20      | 1960          | Spa-Francorchamps             | Jack Brabham (Cooper-Climax)            | Bruce McLaren (Cooper-Climax)                           | Olivier Gendebien (Cooper-Climax)                             | Jack Brabham (Cooper-Climax)                                | Jack Brabham (Cooper-Climax) Phil Hill (Ferrari) Innes Ireland (Lotus-Climax) |
| 21      | 1961          | Spa-Francorchamps             | Phil Hill (Ferrari)                     | Wolfgang von Trips (Ferrari)                            | Richie Ginther (Ferrari)                                      | Phil Hill (Ferrari)                                         | Richie Ginther (Ferrari)                                                      |
| 22      | 1962          | Spa-Francorchamps             | Jim Clark (Lotus-Climax)                | Graham Hill (B.R.M.)                                    | Phil Hill (Ferrari)                                           | Graham Hill (B.R.M.)                                        | Jim Clark (Lotus-Climax)                                                      |
| 23      | 1963          | Spa-Francorchamps             | Jim Clark (Lotus-Climax)                | Bruce McLaren (Cooper-Climax)                           | Dan Gurney (Brabham-Climax)                                   | Graham Hill (B.R.M.)                                        | Jim Clark (Lotus-Climax)                                                      |
| 24      | 1964          | Spa-Francorchamps             | Jim Clark (Lotus-Climax)                | Bruce McLaren (Cooper-Climax)                           | Jack Brabham (Brabham-Climax)                                 | Dan Gurney (Brabham-Climax)                                 | Dan Gurney (Brabham-Climax)                                                   |
| 25      | 1965          | Spa-Francorchamps             | Jim Clark (Lotus-Climax)                | Jackie Stewart (B.R.M.)                                 | Bruce McLaren (Cooper-Climax)                                 | Graham Hill (B.R.M.)                                        | Jim Clark (Lotus-Climax)                                                      |
| 26      | 1966          | Spa-Francorchamps             | John Surtees (Ferrari)                  | Jochen Rindt (Cooper-Maserati)                          | Lorenzo Bandini (Ferrari)                                     | John Surtees (Ferrari)                                      | John Surtees (Ferrari)                                                        |
| 27      | 1967          | Spa-Francorchamps             | Dan Gurney (Eagle-Weslake)              | Jackie Stewart (B.R.M.)                                 | Chris Amon (Ferrari)                                          | Jim Clark (Lotus-Ford)                                      | Dan Gurney (Eagle-Weslake)                                                    |
| 28      | 1968          | Spa-Francorchamps             | Bruce McLaren (McLaren-Ford)            | Pedro Rodríguez (B.R.M.)                                | Jacky Ickx (Ferrari)                                          | Chris Amon (Ferrari)                                        | John Surtees (Honda)                                                          |
|         | 1969          | kein Großer Preis von Belgien | kein Großer Preis von Belgien           | kein Großer Preis von Belgien                           | kein Großer Preis von Belgien                                 | kein Großer Preis von Belgien                               | kein Großer Preis von Belgien                                                 |
| 29      | 1970          | Spa-Francorchamps             | Pedro Rodríguez (B.R.M.)                | Chris Amon (March-Ford)                                 | Jean-Pierre Beltoise (Matra)                                  | Jackie Stewart (March-Ford)                                 | Chris Amon (March-Ford)                                                       |
|         | 1971          | kein Großer Preis von Belgien | kein Großer Preis von Belgien           | kein Großer Preis von Belgien                           | kein Großer Preis von Belgien                                 | kein Großer Preis von Belgien                               | kein Großer Preis von Belgien                                                 |
|         |               |                               |                                         |                                                         |                                                               |                                                             |                                                                               |
| 30      | 1972          | Nivelles                      | Emerson Fittipaldi (Lotus-Ford)         | François Cevert (Tyrrell-Ford)                          | Denis Hulme (McLaren-Ford)                                    | Emerson Fittipaldi (Lotus-Ford)                             | Chris Amon (Matra)                                                            |
|         |               |                               |                                         |                                                         |                                                               |                                                             |                                                                               |
| 31      | 1973          | Zolder                        | Jackie Stewart (Tyrrell-Ford)           | François Cevert (Tyrrell-Ford)                          | Emerson Fittipaldi (Lotus-Ford)                               | Ronnie Peterson (Lotus-Ford)                                | François Cevert (Tyrrell-Ford)                                                |
|         |               |                               |                                         |                                                         |                                                               |                                                             |                                                                               |
| 32      | 1974          | Nivelles                      | Emerson Fittipaldi (McLaren-Ford)       | Niki Lauda (Ferrari)                                    | Jody Scheckter (Tyrrell-Ford)                                 | Clay Regazzoni (Ferrari)                                    | Denis Hulme (McLaren-Ford)                                                    |
|         |               |                               |                                         |                                                         |                                                               |                                                             |                                                                               |
| 33      | 1975          | Zolder                        | Niki Lauda (Ferrari)                    | Jody Scheckter (Tyrrell-Ford)                           | Carlos Reutemann (Brabham-Ford)                               | Niki Lauda (Ferrari)                                        | Clay Regazzoni (Ferrari)                                                      |
| 34      | 1976          | Zolder                        | Niki Lauda (Ferrari)                    | Clay Regazzoni (Ferrari)                                | Jacques Laffite (Ligier-Matra)                                | Niki Lauda (Ferrari)                                        | Gunnar Nilsson (Lotus-Ford)                                                   |
| 35      | 1977          | Zolder                        | Gunnar Nilsson (Lotus-Ford)             | Niki Lauda (Ferrari)                                    | Ronnie Peterson (Tyrrell-Ford)                                | Mario Andretti (Lotus-Ford)                                 | Gunnar Nilsson (Lotus-Ford)                                                   |
| 36      | 1978          | Zolder                        | Mario Andretti (Lotus-Ford)             | Ronnie Peterson (Tyrrell-Ford)                          | Carlos Reutemann (Ferrari)                                    | Mario Andretti (Lotus-Ford)                                 | Ronnie Peterson (Tyrrell-Ford)                                                |
| 37      | 1979          | Zolder                        | Jody Scheckter (Ferrari)                | Jacques Laffite (Ligier-Matra)                          | Didier Pironi (Tyrrell-Ford)                                  | Jacques Laffite (Ligier-Matra)                              | Gilles Villeneuve (Ferrari)                                                   |
| 38      | 1980          | Zolder                        | Didier Pironi (Ligier-Matra)            | Alan Jones (Williams-Ford)                              | Carlos Reutemann (Williams-Ford)                              | Alan Jones (Williams-Ford)                                  | Jacques Laffite (Ligier-Matra)                                                |
| 39      | 1981          | Zolder                        | Carlos Reutemann (Williams-Ford)        | Jacques Laffite (Ligier-Matra)                          | Nigel Mansell (Lotus-Ford)                                    | Carlos Reutemann (Williams-Ford)                            | Carlos Reutemann (Williams-Ford)                                              |
| 40      | 1982          | Zolder                        | John Watson (McLaren-Ford)              | Keke Rosberg (Williams-Ford)                            | Eddie Cheever (Ligier-Matra)                                  | Alain Prost (Renault)                                       | John Watson (McLaren-Ford)                                                    |
|         |               |                               |                                         |                                                         |                                                               |                                                             |                                                                               |
| 41      | 1983          | Spa-Francorchamps             | Alain Prost (Renault)                   | Patrick Tambay (Ferrari)                                | Eddie Cheever (Renault)                                       | Alain Prost (Renault)                                       | Andrea de Cesaris (Alfa Romeo)                                                |
|         |               |                               |                                         |                                                         |                                                               |                                                             |                                                                               |
| 42      | 1984          | Zolder                        | Michele Alboreto (Ferrari)              | Derek Warwick (Renault)                                 | René Arnoux (Ferrari)                                         | Michele Alboreto (Ferrari)                                  | René Arnoux (Ferrari)                                                         |
|         |               |                               |                                         |                                                         |                                                               |                                                             |                                                                               |
| 43      | 1985          | Spa-Francorchamps             | Ayrton Senna (Lotus-Renault)            | Nigel Mansell (Williams-Honda)                          | Alain Prost (McLaren-TAG)                                     | Alain Prost (McLaren-TAG)                                   | Alain Prost (McLaren-TAG)                                                     |
| 44      | 1986          | Spa-Francorchamps             | Nigel Mansell (Williams-Honda)          | Ayrton Senna (Lotus-Renault)                            | Stefan Johansson (Ferrari)                                    | Nelson Piquet (Williams-Honda)                              | Alain Prost (McLaren-TAG)                                                     |
| 45      | 1987          | Spa-Francorchamps             | Alain Prost (McLaren-TAG)               | Stefan Johansson (McLaren-TAG)                          | Andrea de Cesaris (Brabham-BMW)                               | Nigel Mansell (Williams-Honda)                              | Alain Prost (McLaren-TAG)                                                     |
| 46      | 1988          | Spa-Francorchamps             | Ayrton Senna (McLaren-Honda)            | Alain Prost (McLaren-Honda)                             | Ivan Capelli (March-Judd)                                     | Ayrton Senna (McLaren-Honda)                                | Gerhard Berger (Ferrari)                                                      |
| 47      | 1989          | Spa-Francorchamps             | Ayrton Senna (McLaren-Honda)            | Alain Prost (McLaren-Honda)                             | Nigel Mansell (Ferrari)                                       | Ayrton Senna (McLaren-Honda)                                | Alain Prost (McLaren-Honda)                                                   |
| 48      | 1990          | Spa-Francorchamps             | Ayrton Senna (McLaren-Honda)            | Alain Prost (Ferrari)                                   | Gerhard Berger (McLaren-Honda)                                | Ayrton Senna (McLaren-Honda)                                | Alain Prost (Ferrari)                                                         |
| 49      | 1991          | Spa-Francorchamps             | Ayrton Senna (McLaren-Honda)            | Gerhard Berger (McLaren-Honda)                          | Nelson Piquet (Benetton-Ford)                                 | Ayrton Senna (McLaren-Honda)                                | Roberto Moreno (Benetton-Ford)                                                |
| 50      | 1992          | Spa-Francorchamps             | Michael Schumacher (Benetton-Ford)      | Nigel Mansell (Williams-Renault)                        | Riccardo Patrese (Williams-Renault)                           | Nigel Mansell (Williams-Renault)                            | Michael Schumacher (Benetton-Ford)                                            |
| 51      | 1993          | Spa-Francorchamps             | Damon Hill (Williams-Renault)           | Michael Schumacher (Benetton-Ford)                      | Alain Prost (Williams-Renault)                                | Alain Prost (Williams-Renault)                              | Alain Prost (Williams-Renault)                                                |
| 52      | 1994          | Spa-Francorchamps             | Damon Hill (Williams-Renault)           | Mika Häkkinen (McLaren-Peugeot)                         | Jos Verstappen (Benetton-Ford)                                | Rubens Barrichello (Jordan-Hart)                            | Damon Hill (Williams-Renault)                                                 |
| 53      | 1995          | Spa-Francorchamps             | Michael Schumacher (Benetton-Renault)   | Damon Hill (Williams-Renault)                           | Martin Brundle (Ligier-Mugen-Honda)                           | Gerhard Berger (Ferrari)                                    | David Coulthard (Williams-Renault)                                            |
| 54      | 1996          | Spa-Francorchamps             | Michael Schumacher (Ferrari)            | Jacques Villeneuve (Williams-Renault)                   | Mika Häkkinen (McLaren-Mercedes)                              | Jacques Villeneuve (Williams-Renault)                       | Gerhard Berger (Benetton-Renault)                                             |
| 55      | 1997          | Spa-Francorchamps             | Michael Schumacher (Ferrari)            | Giancarlo Fisichella (Jordan-Peugeot)                   | Heinz-Harald Frentzen (Williams-Renault)                      | Jacques Villeneuve (Williams-Renault)                       | Jacques Villeneuve (Williams-Renault)                                         |
| 56      | 1998          | Spa-Francorchamps             | Damon Hill (Jordan-Mugen-Honda)         | Ralf Schumacher (Jordan-Mugen-Honda)                    | Jean Alesi (Sauber-Petronas)                                  | Mika Häkkinen (McLaren-Mercedes)                            | Michael Schumacher (Ferrari)                                                  |
| 57      | 1999          | Spa-Francorchamps             | David Coulthard (McLaren-Mercedes)      | Mika Häkkinen (McLaren-Mercedes)                        | Heinz-Harald Frentzen (Jordan-Mugen-Honda)                    | Mika Häkkinen (McLaren-Mercedes)                            | Mika Häkkinen (McLaren-Mercedes)                                              |
| 58      | 2000          | Spa-Francorchamps             | Mika Häkkinen (McLaren-Mercedes)        | Michael Schumacher (Ferrari)                            | Ralf Schumacher (Williams-BMW)                                | Mika Häkkinen (McLaren-Mercedes)                            | Rubens Barrichello (Ferrari)                                                  |
| 59      | 2001          | Spa-Francorchamps             | Michael Schumacher (Ferrari)            | David Coulthard (McLaren-Mercedes)                      | Giancarlo Fisichella (Benetton-Renault)                       | Juan Pablo Montoya (Williams-BMW)                           | Michael Schumacher (Ferrari)                                                  |
| 60      | 2002          | Spa-Francorchamps             | Michael Schumacher (Ferrari)            | Rubens Barrichello (Ferrari)                            | Juan Pablo Montoya (Williams-BMW)                             | Michael Schumacher (Ferrari)                                | Michael Schumacher (Ferrari)                                                  |
|         | 2003          | kein Großer Preis von Belgien | kein Großer Preis von Belgien           | kein Großer Preis von Belgien                           | kein Großer Preis von Belgien                                 | kein Großer Preis von Belgien                               | kein Großer Preis von Belgien                                                 |
| 61      | 2004          | Spa-Francorchamps             | Kimi Räikkönen (McLaren-Mercedes)       | Michael Schumacher (Ferrari)                            | Rubens Barrichello (Ferrari)                                  | Jarno Trulli (Renault)                                      | Kimi Räikkönen (McLaren-Mercedes)                                             |
| 62      | 2005          | Spa-Francorchamps             | Kimi Räikkönen (McLaren-Mercedes)       | Fernando Alonso (Renault)                               | Jenson Button (BAR-Honda)                                     | Juan Pablo Montoya (McLaren-Mercedes)                       | Ralf Schumacher (Toyota)                                                      |
|         | 2006          | kein Großer Preis von Belgien | kein Großer Preis von Belgien           | kein Großer Preis von Belgien                           | kein Großer Preis von Belgien                                 | kein Großer Preis von Belgien                               | kein Großer Preis von Belgien                                                 |
| 63      | 2007          | Spa-Francorchamps             | Kimi Räikkönen (Ferrari)                | Felipe Massa (Ferrari)                                  | Fernando Alonso (McLaren-Mercedes)                            | Kimi Räikkönen (Ferrari)                                    | Felipe Massa (Ferrari)                                                        |
| 64      | 2008          | Spa-Francorchamps             | Felipe Massa (Ferrari)                  | Nick Heidfeld (BMW Sauber)                              | Lewis Hamilton (McLaren-Mercedes)                             | Lewis Hamilton (McLaren-Mercedes)                           | Kimi Räikkönen (Ferrari)                                                      |
| 65      | 2009          | Spa-Francorchamps             | Kimi Räikkönen (Ferrari)                | Giancarlo Fisichella (Force India-Mercedes)             | Sebastian Vettel (Red Bull-Renault)                           | Giancarlo Fisichella (Force India-Mercedes)                 | Sebastian Vettel (Red Bull-Renault)                                           |
| 66      | 2010          | Spa-Francorchamps             | Lewis Hamilton (McLaren-Mercedes)       | Mark Webber (Red Bull-Renault)                          | Robert Kubica (Renault)                                       | Mark Webber (Red Bull-Renault)                              | Lewis Hamilton (McLaren-Mercedes)                                             |
| 67      | 2011          | Spa-Francorchamps             | Sebastian Vettel (Red Bull-Renault)     | Mark Webber (Red Bull-Renault)                          | Jenson Button (McLaren-Mercedes)                              | Sebastian Vettel (Red Bull-Renault)                         | Mark Webber (Red Bull-Renault)                                                |
| 68      | 2012          | Spa-Francorchamps             | Jenson Button (McLaren-Mercedes)        | Sebastian Vettel (Red Bull-Renault)                     | Kimi Räikkönen (Lotus-Renault)                                | Jenson Button (McLaren-Mercedes)                            | Bruno Senna (Williams-Renault)                                                |
| 69      | 2013          | Spa-Francorchamps             | Sebastian Vettel (Red Bull-Renault)     | Fernando Alonso (Ferrari)                               | Lewis Hamilton (Mercedes)                                     | Lewis Hamilton (Mercedes)                                   | Sebastian Vettel (Red Bull-Renault)                                           |
| 70      | 2014          | Spa-Francorchamps             | Daniel Ricciardo (Red Bull-Renault)     | Nico Rosberg (Mercedes)                                 | Valtteri Bottas (Williams-Mercedes)                           | Nico Rosberg (Mercedes)                                     | Nico Rosberg (Mercedes)                                                       |
| 71      | 2015          | Spa-Francorchamps             | Lewis Hamilton (Mercedes)               | Nico Rosberg (Mercedes)                                 | Romain Grosjean (Lotus-Mercedes)                              | Lewis Hamilton (Mercedes)                                   | Nico Rosberg (Mercedes)                                                       |
| 72      | 2016          | Spa-Francorchamps             | Nico Rosberg (Mercedes)                 | Daniel Ricciardo (Red Bull-TAG Heuer)                   | Lewis Hamilton (Mercedes)                                     | Nico Rosberg (Mercedes)                                     | Lewis Hamilton (Mercedes)                                                     |
| 73      | 2017          | Spa-Francorchamps             | Lewis Hamilton (Mercedes)               | Sebastian Vettel (Ferrari)                              | Daniel Ricciardo (Red Bull-TAG Heuer)                         | Lewis Hamilton (Mercedes)                                   | Sebastian Vettel (Ferrari)                                                    |
| 74      | 2018          | Spa-Francorchamps             | Sebastian Vettel (Ferrari)              | Lewis Hamilton (Mercedes)                               | Max Verstappen (Red Bull-TAG Heuer)                           | Lewis Hamilton (Mercedes)                                   | Valtteri Bottas (Mercedes)                                                    |
| 75      | 2019          | Spa-Francorchamps             | Charles Leclerc (Ferrari)               | Lewis Hamilton (Mercedes)                               | Valtteri Bottas (Mercedes)                                    | Charles Leclerc (Ferrari)                                   | Sebastian Vettel (Ferrari)                                                    |
| 76      | 2020          | Spa-Francorchamps             | Lewis Hamilton (Mercedes)               | Valtteri Bottas (Mercedes)                              | Max Verstappen (Red Bull-Honda)                               | Lewis Hamilton (Mercedes)                                   | Daniel Ricciardo (Renault)                                                    |
| 77      | 2021          | Spa-Francorchamps             | Max Verstappen (Red Bull-Honda)         | George Russell (Williams)                               | Lewis Hamilton (Mercedes)                                     | Max Verstappen (Red Bull-Honda)                             | nicht gewertet                                                                |
| 78      | 2022          | Spa-Francorchamps             | Max Verstappen (Red Bull-RBPT)          | Sergio Pérez (Red Bull-RBPT)                            | Carlos Sainz jr. (Ferrari)                                    | Carlos Sainz jr. (Ferrari)                                  | Max Verstappen (Red Bull-RBPT)                                                |
| 79      | 2023          | Spa-Francorchamps             | Max Verstappen (Red Bull-RBPT)          | Sergio Pérez (Red Bull-RBPT)                            | Charles Leclerc (Ferrari)                                     | Charles Leclerc 1 (Ferrari)                                 | Lewis Hamilton (Mercedes)                                                     |
| 80      | 2024          | Spa-Francorchamps             | Lewis Hamilton (Mercedes)               | Oscar Piastri (McLaren-Mercedes)                        | Charles Leclerc (Ferrari)                                     | Charles Leclerc 1 (Ferrari)                                 | Sergio Pérez (Red Bull-RBPT)                                                  |
| 81      | 2025          | Spa-Francorchamps             | Oscar Piastri (McLaren-Mercedes)        | Lando Norris (McLaren-Mercedes)                         | Charles Leclerc (Ferrari)                                     | Lando Norris (McLaren-Mercedes)                             | Andrea Kimi Antonelli (Mercedes)                                              |

| Legende   | Legende                                                                                              | Legende                                                     |
| Abkürzung | Klasse                                                                                               | Kommentar                                                   |
| --------- | --- | ----------------------------------------------------------- |
| F1        | Formel 1                                                                                             | Formel-1-Weltmeisterschaft ab 1950                          |
| F2        | Formel 2                                                                                             |                                                             |
| FL        | Formula libre                                                                                        | Fahrzeugklasse in der Regel vom Veranstalter ausgeschrieben |
| SW        | Sportwagen                                                                                           |                                                             |
| TW        | Tourenwagen                                                                                          |                                                             |
| GP        | Grand-Prix-Fahrzeuge                                                                                 |                                                             |
|           | ↓ Durchgehende graue Linien zeigen an, wann in der Geschichte auf einem neuen Kurs gefahren wurde. ↓ |                                                             |
|           | |                                                             |
|           | Einträge mit hellrotem Hintergrund waren keine Läufe zur Automobil- bzw. Formel-1-Weltmeisterschaft. |                                                             |
|           | Einträge mit gelbem Hintergrund waren Läufe zur Europameisterschaft.                                 |                                                             |

Anmerkung: